# NGC 2453
NGC 2453 je otvoreni skup u zviježđu Krmi. 

## Vanjske poveznice
- SEDS: NGC 2453